# Šipice
Šipice (maďarsky Sipék) jsou místní část obce Hontianske Tesáre v okrese Krupina v Banskobystrickém kraji na Slovensku.

## Historie
Nedaleko Dolních Šipic se kdysi nacházela vesnice Pyr, která je v listině z roku 1272 zmíněna jako Villa Pyr. Zdejší kostel byl postaven v roce 1801. V roce 1921 zde byly dvě samostatné obce – v Dolních Šipicích žilo 100 obyvatel a v Horních Šipicích žilo 156 obyvatel. V roce 1951 byly obce Dolné Šipice a Horné Šipice sloučeny pod obec s názvem Šipice. V roce 1990 byly Šipice přičleněny k obci Hontianske Tesáre.

## Osobnosti
- Ján z Turca (1435–mezi 1488 a 1490), kronikář a historik